# Corrupção em Marrocos
A corrupção no Marrocos, tanto a pequena quanto a de grande escala, é um problema crescente no país. Um relatório vazado por um diplomata dos EUA afirmou, em 2009, que a corrupção havia se tornado muito mais institucionalizada sob o governo do Rei Mohammed VI, e que a família real vinha utilizando instituições públicas para coagir e solicitar subornos.
No Índice de Percepção da Corrupção de 2024 da Transparência Internacional, o Marrocos obteve uma pontuação de 37 em uma escala de 0 ("altamente corrupto") a 100 ("muito íntegro"). Quando classificado por pontuação, o Marrocos ficou em 99º lugar entre os 180 países no índice, onde o país classificado em primeiro é percebido como tendo o setor público mais honesto. Para fins de comparação regional, a pontuação média entre os países do Oriente Médio e Norte da África  foi de 39. A melhor pontuação entre esses países foi 68 e a pior foi 12. Para comparação global, a pontuação média foi de 43, a melhor foi 90 (classificado em 1º), e a pior foi 8 (classificado em 180º).
A corrupção também é identificada por empresas como um grande obstáculo para investimentos no Marrocos. As compras públicas são uma área com alto nível de corrupção, e contratos governamentais são frequentemente concedidos a empresas bem conectadas. A corrupção cometida por pessoas altamente influentes raramente é processada.